# 金茲·齊巴洛迪斯
金茲·齊巴洛迪斯（1994年4月13日—）是一名拉脫維亞動畫導演和作曲家。
齊巴洛迪斯於2010年代初期投入動畫製作工作，並在2019年執導動畫長片《衝出迷境》而獲矚目，其執導的2024年動畫長片《喵的奇幻漂流》因獲得廣泛好評，為其贏得包括奧斯卡金像獎、金球獎和安妮獎在內的多項榮譽，並獲得兩項英國電影學院獎提名，讓他與聯合製片馬蒂斯·卡扎（Matīss Kaža）成為首位獲得奧斯卡獎的拉脫維亞人。

## 經歷
齊巴洛迪斯的母親是畫家，父親則是雕塑家。他將電影視為表達自我的媒介，因為他坦言自己難以通過言語表達情感。由於拉脫維亞當時沒有動畫學校，學生時期，他選擇自學動畫、音效設計與音樂創作，而非進入大學就讀。
在創作多部動畫短片後，於2019年推出個人首部動畫長片《衝出迷境》。該片由他獨自編劇、導演並配樂，並在安錫國際動畫影展上正反打獎（Contrechamp Award），該片此後入圍安妮獎最佳動畫長片音樂獎。
2024年，他的第二部動畫長片《喵的奇幻漂流》入選第77屆坎城影展「一種注目」單元。與以往獨立創作的方式不同，這部作品由法國Sacrebleu Productions與比利時Take Five聯合製作，標誌著他首次與其他製作人員合作。《喵的奇幻漂流》自上映後全球獲獎無數，包括第97屆奧斯卡金像獎最佳動畫長片、第82届金球奖最佳動畫長片，並獲得英國電影學院獎兩項提名及奧斯卡最佳國際影片提名。由於《喵的奇幻漂流》在拉脫維亞的成功，齊巴洛迪斯於2024年獲頒「年度里加人」榮譽。

## 電影作品

### 短篇電影
- 《Rush》（2010年）
- 《Aqua》（2012年）
- 《Priorities》（2014年）
- 《Followers》（2015年）
- 《Inaudible》（2015年）
- 《Oasis》（2017年）

### 長篇電影
- 《衝出迷境》（2019年）
- 《喵的奇幻漂流》（2024年）

## 榮譽

### 衝出迷境
| 年份   | 獎項                     | 類別               | 提名         | 結果 | 參考   |
| ------ | ------------------------ | ------------------ | ------------ | ---- | ------ |
| 2019年 | 安錫國際動畫影展         | 正反打獎最佳劇情片 | 《衝出迷境》 | 獲獎 | [ 9 ]  |
| 2019年 | 拉脫維亞電影獎           | 最佳動畫電影       | 《衝出迷境》 | 獲獎 | [ 10 ] |
| 2019年 | 斯特拉斯堡歐洲奇幻電影節 | 最佳動畫電影       | 《衝出迷境》 | 獲獎 | [ 11 ] |
| 2019年 | 斯特拉斯堡歐洲奇幻電影節 | 最佳歐洲奇幻劇情片 | 《衝出迷境》 | 提名 | [ 11 ] |
| 2020年 | 安妮獎                   | 最佳配樂           | 《衝出迷境》 | 提名 | [ 12 ] |
| 2020年 | 維爾紐斯國際電影節       | 新歐洲—新名字競賽  | 《衝出迷境》 | 提名 |        |

### 喵的奇幻漂流
| 年份   | 獎項               | 類別               | 提名             | 結果 | 參考          |
| ------ | ------------------ | ------------------ | ---------------- | ---- | ------------- |
| 2024年 | 坎城影展           | 一種注目           | 《喵的奇幻漂流》 | 提名 | [ 4 ]         |
| 2024年 | 歐洲電影獎         | 最佳動畫長片       | 《喵的奇幻漂流》 | 獲獎 | [ 13 ]        |
| 2025年 | 第97屆奧斯卡金像獎 | 最佳動畫片         | 《喵的奇幻漂流》 | 獲獎 | [ 6 ]         |
| 2025年 | 安妮獎             | 最佳導演           | 《喵的奇幻漂流》 | 提名 | [ 14 ] [ 15 ] |
| 2025年 | 安妮獎             | 最佳編劇           | 《喵的奇幻漂流》 | 獲獎 | [ 14 ] [ 15 ] |
| 2025年 | 英國電影學院獎     | 最佳動畫電影       | 《喵的奇幻漂流》 | 提名 | [ 16 ]        |
| 2025年 | 英國電影學院獎     | 最佳兒童與家庭電影 | 《喵的奇幻漂流》 | 提名 | [ 16 ]        |
| 2025年 | 凱薩獎             | 最佳動畫電影       | 《喵的奇幻漂流》 | 獲獎 | [ 17 ]        |
| 2025年 | 第82届金球奖       | 最佳動畫電影       | 《喵的奇幻漂流》 | 獲獎 | [ 18 ]        |

## 另見
- 獨立動畫
- 極簡主義電影（英语：Minimalist film）

## 外部連結
- 金茲·齊巴洛迪斯在互联网电影资料库（IMDb）上的資料（英文）